# Magica Gilly
Magica Gilly, pseudonimo di Giliana Flore (Forbach, 16 aprile 1996), è un'illusionista italiana.
È una delle poche illusioniste con sindrome di Down, ed è conosciuta per le sue esibizioni in festival di magia internazionali, la pubblicazione di libri e il suo impegno per l’inclusione delle persone con disabilità.

## Biografia
Giliana Flore nasce a Forbach nel 1996, da genitori italiani temporaneamente residenti in Francia per motivi professionali. Poco dopo la nascita, la famiglia si trasferisce nuovamente in Italia.
Fin da piccola è immersa nel mondo della magia grazie al padre Gabriel, illusionista professionista e fondatore del Festival internazionale della magia di San Marino. Partecipa ai suoi spettacoli e congressi, e durante un’edizione del festival chiede di poter salire sul palco. Il padre le spiega che serve diventare un’artista per farlo, e lei accetta la sfida.
Inizia quindi ad allenarsi, preparando un numero visivo con foulard, fiori e colombe. Crea un personaggio ispirato alla tradizione orientale, in omaggio a figure come Okito o Chun Chin Fu. Il suo stile fonde espressione corporea, estetica teatrale ed effetti visivi colorati, pensati soprattutto per il pubblico più giovane. Secondo un articolo pubblicato su La Revue de la Prestidigitation nel 2020, questo stile è stato riconosciuto per l’originalità e la capacità di trasmettere emozioni senza parole.
Si esibisce per la prima volta all’aperto nella sua città, quindi nel marzo 2011 partecipa al Festival internazionale della magia di San Marino, dove torna più volte con lo stesso numero “cinese”. Viene notata e invitata a Roma e in altri festival italiani.
Nel 2012 partecipa al Campionato francese di magia ad Aix-en-Provence, dove riceve il premio speciale della giuria.
La sua carriera si sviluppa anche all’estero, soprattutto in Spagna. Dal 2019 pubblica ogni lunedì un breve video magico su TikTok, YouTube e Instagram. Partecipa a festival come Magialdia ed Extremagia.
Crea anche un secondo numero, più moderno, che include una routine di anelli cinesi e un cambio di costume. Questo le permette di rinnovare la sua presenza scenica in Italia e all’estero.
In un articolo pubblicato nel 2024 su VANISH International Magic Magazine, viene descritta come una figura emergente della magia europea, apprezzata per la qualità visiva e la forza simbolica delle sue esibizioni.

## Apparizioni televisive
Il 31 marzo 2025 è ospite di Uno Mattina su Rai 1. Il 26 marzo appare su Studio Aperto Mag (Italia 1). Il 22 marzo è presente anche in Sabato in Diretta, e compare in un servizio di TGCOM24 l’11 marzo.
Tra il 2019 e il 2020 è protagonista di vari programmi su San Marino RTV (Passioni, Khorakhané, 10 anni di Magica Gilly) e di un reportage su Tele 2000.

## Festival e spettacoli internazionali
Nel giugno 2024 partecipa al festival Extremagia a Don Benito, uno degli eventi magici più noti in Europa. Nel 2023 è ospite del Festival Internazionale della Magia di San Marino.
Nel 2019 si esibisce in Spagna a Medimagic (Mediona), dove viene anche citata da El País, al Festival Grandes Ilusiones (Murcia), e infine a Leganés (Madrid).

## Opere pubblicate
- 50 giochi di magia per veri illusionisti (febbraio 2021), con prefazione di Mago Forest; i diritti d’autore sono stati devoluti all’ASDEI (San Marino).
- Magica Gilly – La vera storia (gennaio 2024), di cui parte del ricavato è stato destinato al Centro 21 di Riccione.

## Riconoscimenti
Nel 2012 riceve il Premio speciale della giuria al Campionato francese di magia di Aix-en-Provence, citato su La Revue de la Prestidigitation n. 592.
Nel 2018 ottiene un premio alla carriera al Congresso Magico Internazionale del Centro Italia a Tagliacozzo.
Nel 2022 riceve il premio “A la Il·lusion” durante il Festival della Magia di Bràfim (Catalogna).
Nel 2023 è premiata con il Puglia Magic Awards a Gallipoli, insieme al padre Gabriel.
Nel 2024 riceve il Premio Fair Play assegnato dall’European Fair Play Movement (EFPM) durante la Giornata Mondiale del Fair Play a San Marino.